# Альвинци, Йозеф
Йозеф Альвинци, барон фон Берберек (нем. Joseph Alvinczy, Freiherr von Berberek; 1735—1810) — австрийский генерал-фельдмаршал.

## Биография
Родословная ведется от восточно-европейского рыцарского ордена рода Альвинци, который получил земли и построил родовое поместье в виде замка Альвинци. В разное время замок и земли принадлежали кардиналу и губернатору Трансильвании Дьёрду Мартинуцци.
Йозеф (Джозеф) Альвинци этнический мадьяр, родился в Трансильвании в местечке под названием Альвинци (на немецком языке: Alwintz), и провел свое детство в домохозяйстве графа Франца Гилая до прихода в полк в 1750 года, как Фрайхерр в возрасте 14 лет. Участник Семилетней войны, отличился в сражениях при Торгау (1760), Швейднице (1761), Теплице (1762), под мужественным руководством ведущим гренадёрской компанией. В 1773 году произведён в полковники 19-го венгерского пехотного полка. Во время войны за баварское наследство со своими людьми совершил подвиг, принял город Бохмертор, Хабельшверд и Хессен-Филипсталь, но был взят в плен, по возвращении получил чин генерал-майора и рыцарский крест ордена Марии-Терезии. Преподавал военные науки наследнику престола — будущему императору Францу II. С 1786 года командир полка. Во время войны с Турцией сражался под началом фельдмаршала Лаудона. В 1789 году участвовал во взятии Белграда. Не выполнил свою миссию захвата Белграда. После короткого инструктажа  будущего императора эрцгерцога Френсиса ергерцог Френсис, вернулся в свой полк командовать. В том же году произведён в фельдмаршал-лейтенанты.
В 1790 году переведён в Австрийские Нидерланды для подавления восстания в Соединённых Штатах Бельгии.
В 1792—1794 годах, во время войны с Французской республикой, командовал корпусом в Австрийских Нидерландах. Принимал участие в сражениях при Неервиндене, Ондскоте, Флерюсе и ряде других в качестве командира дивизии под началом принца Кобурга принц Кобург и Карла Тешенского. Командует вспомогательной армией, которая поддерживает англичан под командованием герцога Йоркского и Олбани. Награждён командорским и большим крестами ордена Марии-Терезии. 24 мая 1794 года произведён в фельдцейхмейстеры.
В 1795 году возглавил Верхне-Рейнскую армию, но вскоре был отозван в Вену и назначен членом Гофкригсрата (Придворного военного совета). Однако поражения австрийских войск в Италии вынудили императора вновь назначить Альвинци в действующую армию. В 1796 году из остатков разбитой армии фельдцейхмейстера Больё и ландштурма сформировал в Тироле новую армию и 8 сентября того же года официально принял над ней командование. Целью этой армии стала деблокада Мантуи, где французские войска окружили армию фельдмаршала графа Вурмзера. Имел удачные бои с Наполеоном Бонапартом в Бассано 6 ноября 1796 года и Кальдиеро 12 ноября 1796 года. В общем счёте Наполеон Бонапарт и его армия выиграла в упорной борьбе 15-17 ноября 1796 года Наполеоном Бонапартом в сражении при Арколе. Храбро оккупировал поле боя 22 ноября 1796 года в Веченца со своей армией. При обнаружении собственного отступления войск под командованием лейтенанта Павлом Давидовичем признал поражение и отошёл к Боссано. Перегруппировался и наступил ещё раз.  После тяжелейшего поражения при Риволи 14-15 ноября 1796 года и капитуляции Вурмзера был заменён эрцгерцогом Карлом. Однако не потерял расположения императора и вскоре занял пост главнокомандующего в Венгрии, который занимал до самой смерти. В 1808 году получил чин фельдмаршала. Вместе с титулом получил поместье в Банате. Похоронен в Буде Будапешт.

## Награды
- Кавалер Большого креста Военного ордена Марии Терезии (07.07.1794)[1]
- Командор Военного ордена Марии Терезии (28.05.1793)[1]
- Рыцарь Военного ордена Марии Терезии (15.02.1779)[1]